# Thérèse Guilloteau
Thérèse Guilloteau est une femme politique haïtienne, militante féministe et ancienne ministre à la Condition féminine et aux Droits des femmes. 
Thérèse Guilloteau a été ministre entre 1995 et 1996, dans le gouvernement de Claudette Werleigh, première femme à occuper le poste de premier ministre en Haïti.
Elle a été responsable de l'organisation Lig Pouvwa Fanm (Ligue Pouvoir des Femmes), dont le but est de faire progresser les droits des femmes en Haïti dans toutes les couches de la société, et notamment les agricultrices. 
En 1995, Thérèse Guilloteau et Mireille Neptune Anglade ont été les déléguées du gouvernement haïtien à la Conférence internationale des Nations Unies sur les femmes de Beijing. 
Lors des attentats du 11 septembre 2001, elle est consule générale d'Haïti à New York et met en place une structure pour l'identification des victimes haïtiennes. 
Pendant plusieurs années, elle a co-animé avec Marie Fouché une émission radiophonique sur Radio Tropical traitant de la question des femmes, intitulée “Fanm Dayiti”.